# 植田至紀
植田 至紀（うえだ　むねのり、1965年12月7日 - ）は、日本の政治家、作家。元社会民主党衆議院議員（1期）。

## 来歴
奈良県桜井市出身。清風高等学校を経て、1989年立命館大学産業社会学部卒、1991年同文学部日本史学専攻卒。同年日本社会党職員になる。2000年社民党奈良県副代表。党政審事務局次長を経て、2000年の総選挙で奈良県第3区より出馬し、比例近畿ブロックで当選。2003年の総選挙にて落選、2005年の総選挙では兵庫県第8区に鞍替えするも、落選した。
その後2006年に、文芸社より「殺生関白」という歴史小説を出版した。

## 政治方針
- 選択的夫婦別姓制度に賛成。「事実婚をしているため、姓の違う妻は議員会館の通行証をスムーズにもらえず、私が係員のところまで出向いて、妻であることを証明しなければならなかった。同姓は日本の伝統だからと言われるが、仮にそれを100年の伝統としても[1]、伝統は『秋祭り』のように皆が自ら守り続けようとするものであって、法律で縛るものではない。両性の本質的な平等の確立のために民法改正は必要。『別姓賛成の男性議員もおるんやで！』と訴えていきたい。」と述べている[2]。

## 著書
- 「殺生関白」、文芸社、ISBN 978-4286018621